# Klaus Clajus
Klaus Clajus (* 3. Juli 1940; † 16. Oktober 2022) war ein deutscher Fußballschiedsrichter.

## Karriere
Klaus Clajus wurde am 3. Juli 1940 geboren und schaffte es als Spielleiter über die unteren Ligen im Jahre 1975 zu seinem ersten Einsatz als Schiedsrichter im Profifußball, als er am 29. August 1975 die Begegnung FC Bayern Hof gegen den FC 08 Homburg, die in einem 3:2-Heimsieg der Bayern endete und bei der Clajus zwei gelbe Karten zeigte, leitete. Noch in derselben Saison war er als Unparteiischer in vier weiteren Zweitligapartien im Einsatz und leitete zudem eine Partie im DFB-Pokal 1975/76 – rund zwei Wochen vor seinem Zweitligadebüt. In weiterer Folge trat der in Karlsruhe wohnhafte und aus der Schiedsrichterabteilung des Karlsruher SC kommende Clajus abwechselnd im Amateurbereich und der zweiten deutschen Liga als Schiedsrichter in Erscheinung, ehe er in der Saison 1979/80 den Sprung in die Fußball-Bundesliga schaffte und fortan als Bundesliga-Schiedsrichter fungierte.
Sein Debüt in der Fußball-Bundesliga gab er am 1. September 1979, dem 4. Spieltag, als er vor über 25.000 Zusehern die Begegnung zwischen Borussia Dortmund und Bayer 05 Uerdingen, die in einem 3:1-Sieg der Dortmunder endete, leitete. Sieben weitere Erstligaspiele folgten in dieser Saison. In der darauffolgenden Spielzeit kam Clajus in abermals acht Bundesligaspielen als Schiedsrichter zum Einsatz, dürfte danach die Saison 1981/82 pausiert haben, da es in dieser Saison keine Einsatzdaten von ihm gibt, und absolvierte daraufhin 1982/83 seine letzten Spiele im Profifußball. Seinen letzten Einsatz bestritt er dabei am 28. Mai 1983 bei einem 5:0-Heimsieg des Hamburger SV über Borussia Dortmund; sein letztes Spiel in der 2. Bundesliga leitete er nur wenige Tage später, am 5. Juni 1983, bei einem 3:0-Heimsieg des FC Augsburg über die SpVgg Fürth.
Im Laufe seiner Karriere als Schiedsrichter im Profifußball leitete Clajus, der bis heute (Stand: 2022) der einzige Unparteiische ist, der aus der Schiedsrichterabteilung des KSC den Weg bis in die Bundesliga gehen durfte, 23 Erstliga-, 43 Zweitliga- sowie zehn DFB-Pokalpartien. In dieser Zeit zeigte er 64 gelbe und eine rote Karte in der Bundesliga, 147 gelbe und sieben rote Karten in der 2. Bundesliga sowie 26 gelbe und eine rote Karte im DFB-Pokal. In seiner letzten Saison als Schiedsrichter im Profifußball leitete er die denkwürdige Begegnung zwischen Borussia Dortmund und Arminia Bielefeld am 6. November 1982, als Dortmund das Spiel nach einem Halbzeitstand von 1:1 am Ende noch deutlich mit 11:1 gewann.
Am 23. November 2022 gab der Karlsruher SC das Ableben seines ehemaligen Bundesliga-Schiedsrichters und Ehrenmitglieds, das zuletzt an einer langen und schweren Krankheit litt, bekannt.